# El Carmen II
El Carmen II är en ort i Mexiko.   Den ligger i kommunen Calakmul och delstaten Campeche, i den östra delen av landet, 1 000 km öster om huvudstaden Mexico City. El Carmen II ligger 230 meter över havet och antalet invånare är 393.
Terrängen runt El Carmen II är huvudsakligen platt. El Carmen II ligger nere i en dal. Runt El Carmen II är det glesbefolkat, med 8 invånare per kvadratkilometer. Närmaste större samhälle är Ingeniero Ricardo Payro Jene, 18,1 km norr om El Carmen II. I omgivningarna runt El Carmen II växer i huvudsak städsegrön lövskog.